# Michael Liendl
Michael Liendl (* 25. Oktober 1985 in Graz) ist ein ehemaliger österreichischer Fußballspieler auf der Position eines Mittelfeldspielers.

## Karriere

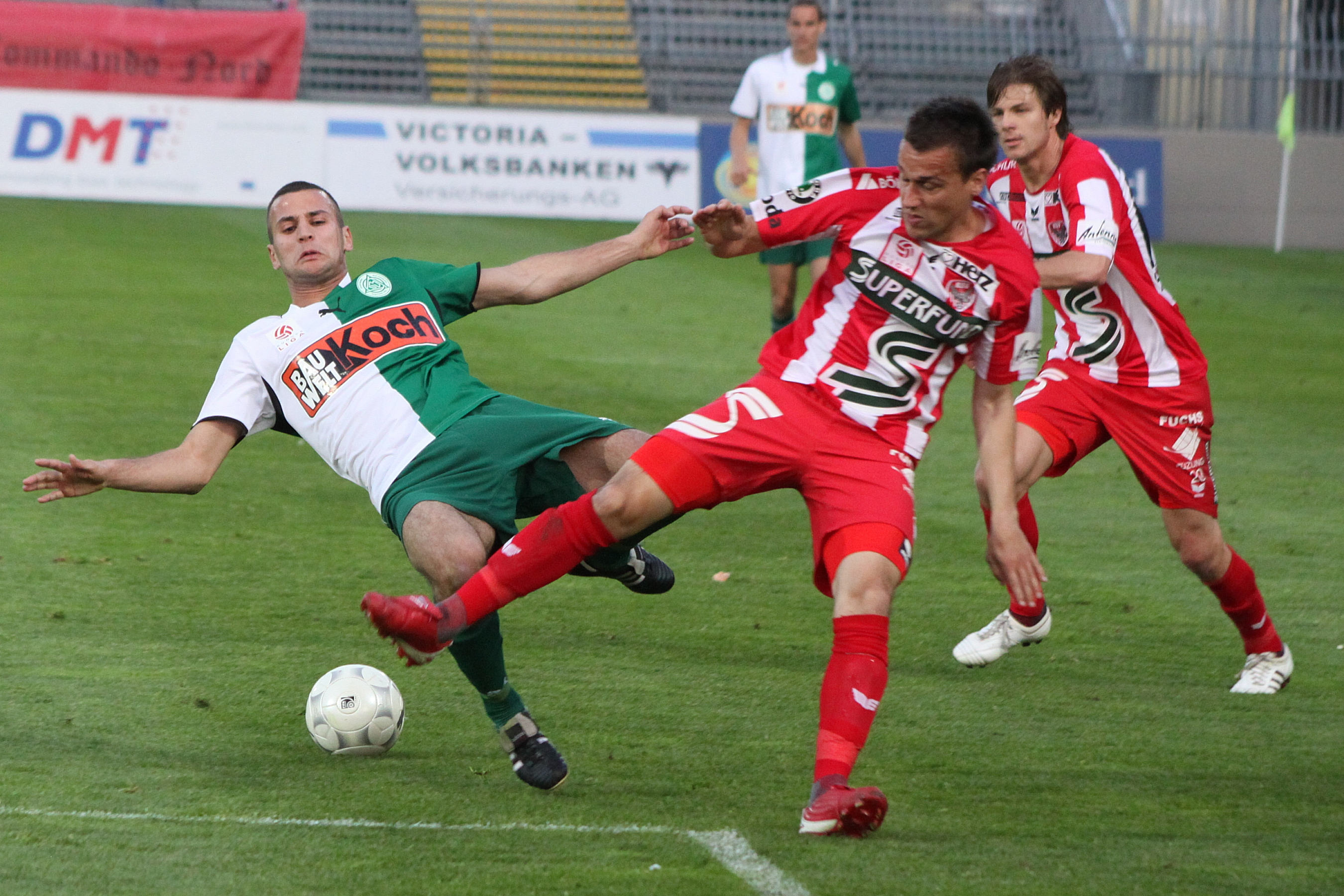
Michael Liendl (Mitte; im Dress des SV Kapfenberg) im Duell mit Cem Atan (li., SV Mattersburg), rechts Boris Hüttenbrenner

Der Mittelfeldspieler begann seine Karriere in seiner Vorarlberger Heimat in Nenzing. Vom FC Thüringen wechselte er 2002 zur Amateurmannschaft des Grazer AK. Dort kam er 2003 auch zu seinen ersten Kurzeinsätzen in der Bundesligamannschaft.
Der endgültige Wechsel ins Profilager erfolgte zur Frühjahrssaison 2004. Liendl wechselte vorerst leihweise zum damaligen zweitklassigen Kapfenberger SV, von dem er in der folgenden Sommerpause fix erworben wurde. Mit Kapfenberg gelang Liendl in der Saison 2008/09 der Aufstieg in die Bundesliga, an dem er mit 18 Toren und zahlreichen Vorlagen maßgeblichen Anteil hatte. Nach dieser Saison wurde er von der Vereinigung der Fußballer zum besten Spieler der zweiten Liga gewählt.  Sein Vertrag bei den Obersteirern lief noch bis 2010, doch Liendl zog es vor, schon während der Sommerpause vor der Saison 2009/10 zu wechseln, weshalb der Vertrag aufgelöst wurde.
Ab Saisonbeginn 2009/10 spielte Liendl in der Bundeshauptstadt beim FK Austria Wien. Dort erzielte er bereits bei seinem vierten Einsatz seinen ersten Treffer für die Wiener. Nachdem er im Spiel gegen den LASK Linz in der 82. Spielminute für Milenko Ačimovič eingewechselt wurde, machte er sich am 25. Oktober 2009 selbst ein Geburtstagsgeschenk und erzielte nur vier Minuten nach seiner Einwechslung den 3:0-Endstand per direktem Freistoß. Nach drei Jahren bei der Austria wechselte er Anfang Saison 2012/13 zum Bundesligaaufsteiger Wolfsberger AC nach Kärnten. Am 31. Jänner 2014 gab Fortuna Düsseldorf die Verpflichtung von Liendl mit einem Vertrag bis zum 30. Juni 2016 bekannt. Am 24. Mai wurde er von Marcel Koller erstmals in den Kader der österreichischen Nationalmannschaft einberufen. Gegen Tschechien wurde er in der 63. Minute für Andreas Ivanschitz eingewechselt und feierte damit sein Debüt für Österreich. Nach dem vierten Spieltag der Saison 2015/16 wechselte Liendl zum Zweitligakonkurrenten TSV 1860 München, wo er einen Zweijahresvertrag erhielt. Nach dem Abstieg aus der 2. Bundesliga in der Saison 2016/17 verließ Liendl den Verein.
Am 14. August 2017 unterzeichnete Liendl einen Vertrag beim niederländischen Erstligisten FC Twente Enschede. Zur Saison 2018/19 kehrte er zum Wolfsberger AC zurück, bei dem er einen bis Juni 2019 laufenden Vertrag erhielt. Anfang Mai 2019 verlängerte er seinen Vertrag vorzeitig bis im Sommer 2021. Nach insgesamt weiteren vier Jahren beim WAC verließ er den Klub nach der Saison 2021/22. Insgesamt kam er während seines zweiten Engagements bei den Kärntnern zu 127 Bundesligaeinsätzen, in denen er 35 Tore erzielte.
Zur Saison 2022/23 kehrte er zum Zweitligisten GAK zurück, bei dem er einen bis Juni 2023 laufenden Vertrag erhielt. Für den GAK kam er in allen 30 Saisonspielen zum Einsatz und erzielte dabei sieben Tore. Nach dem Ende seines Vertrag in Graz beendete er nach der Saison 2022/23 37-jährig seine Karriere.

## Erfolge
- Österreichischer Meister in der Ersten Liga: 2007/08
- Fußballer des Jahres in der 2. Liga: 2008